# Kate Walsh
Kathleen Erin Walsh (sinh ngày 13 tháng 10 năm 1967) là một nữ diễn viên và doanh nhân người Mỹ.

## Danh sách phim

### Điện ảnh
| Năm  | Phim                                                | Vai               | Ghi chú |
| ---- | --------------------------------------------------- | ----------------- | ------- |
| 1996 | Normal Life                                         | Cindy Anderson    |         |
| 1997 | Peppermills                                         | Lena              |         |
| 1997 | Night of the Lawyers                                |                   |         |
| 1998 | Henry: Portrait of a Serial Killer, Part II         | Cricket           |         |
| 1998 | Three Below Zero                                    | Moirat            |         |
| 1998 | Heaven                                              | Diner             |         |
| 2000 | The Family Man                                      | Jeannie           |         |
| 2002 | Anatomy of a Breakup                                | Lorra             |         |
| 2002 | A Day in the Life of Nancy M. Pimental              | Kate              |         |
| 2003 | Under the Tuscan Sun                                | Grace             |         |
| 2004 | After the Sunset                                    | Shelia            |         |
| 2004 | Wake Up, Ron Burgundy: The Lost Movie               | Sue               |         |
| 2005 | Kicking & Screaming                                 | Barbara Weston    |         |
| 2005 | Inside Out                                          | Tyne              |         |
| 2005 | Bewitched                                           | Sexy Waitress     |         |
| 2007 | Veritas, Prince of Truth                            | Nemesii           |         |
| 2009 | One Way to Valhalla                                 | Raina             |         |
| 2010 | Legion                                              | Sandra Anderson   |         |
| 2011 | Angels Crest                                        | Roxanne           |         |
| 2012 | Câu chuyện tuổi teen                                | Mrs. Kelmeckis    |         |
| 2013 | Scary Movie 5                                       | Mal Colb          |         |
| 2014 | Dermaphoria                                         | Morell            |         |
| 2015 | Just Before I Go                                    | Kathleen Morgan   |         |
| 2015 | Staten Island Summer                                | Danny's Mom       |         |
| 2015 | Any Day                                             | Bethley           |         |
| 2017 | Girls Trip                                          | Elizabeth         |         |
| 2017 | Mark Felt: The Man Who Brought Down the White House | Pat Miller        |         |
| 2017 | #REALITYHIGH                                        | Dr. Fiona Shively |         |
| 2017 | Best Fiends: Visit Minutia                          |                   |         |

### Truyền hình
| Năm                 | Phim              | Vai                        | Ghi chú                                                             |
| ------------------- | ----------------- | -------------------------- | ------------------------------------------------------------------- |
| 2005-2012, 2021-nay | Grey's Anatomy    | Tiến sĩ Addison Montgomery | Vai chính (mùa 2-3); khách mời đặc biệt (mùa 1, 4-8, 18-19); 61 tập |
| 2017-2019           | 13 lý do tại sao  | Olivia Baker               | Vai chính (mùa 1-2); khách mời (mùa 3); 27 tập                      |
| 2019-2020           | Học viện Umbrella | The Handler                | Vai phụ (mùa 1); vai chính (mùa 2); 13 tập                          |
| 2020-nay            | Emily ở Paris     | Madeline Wheeler           | Vai phụ                                                             |